# Суворовское (Крым)
Суво́ровское  (до 1945 года Бога́й ; укр. Суворовське , крымскотат. Bağay, Багъай) — село в Сакском районе Крыма (согласно административно-территориальному делению Украины — центр Суворовского сельского совета Автономной Республики Крым, согласно административно-территориальному делению РФ — Суворовского сельского поселения Республики Крым).

## География

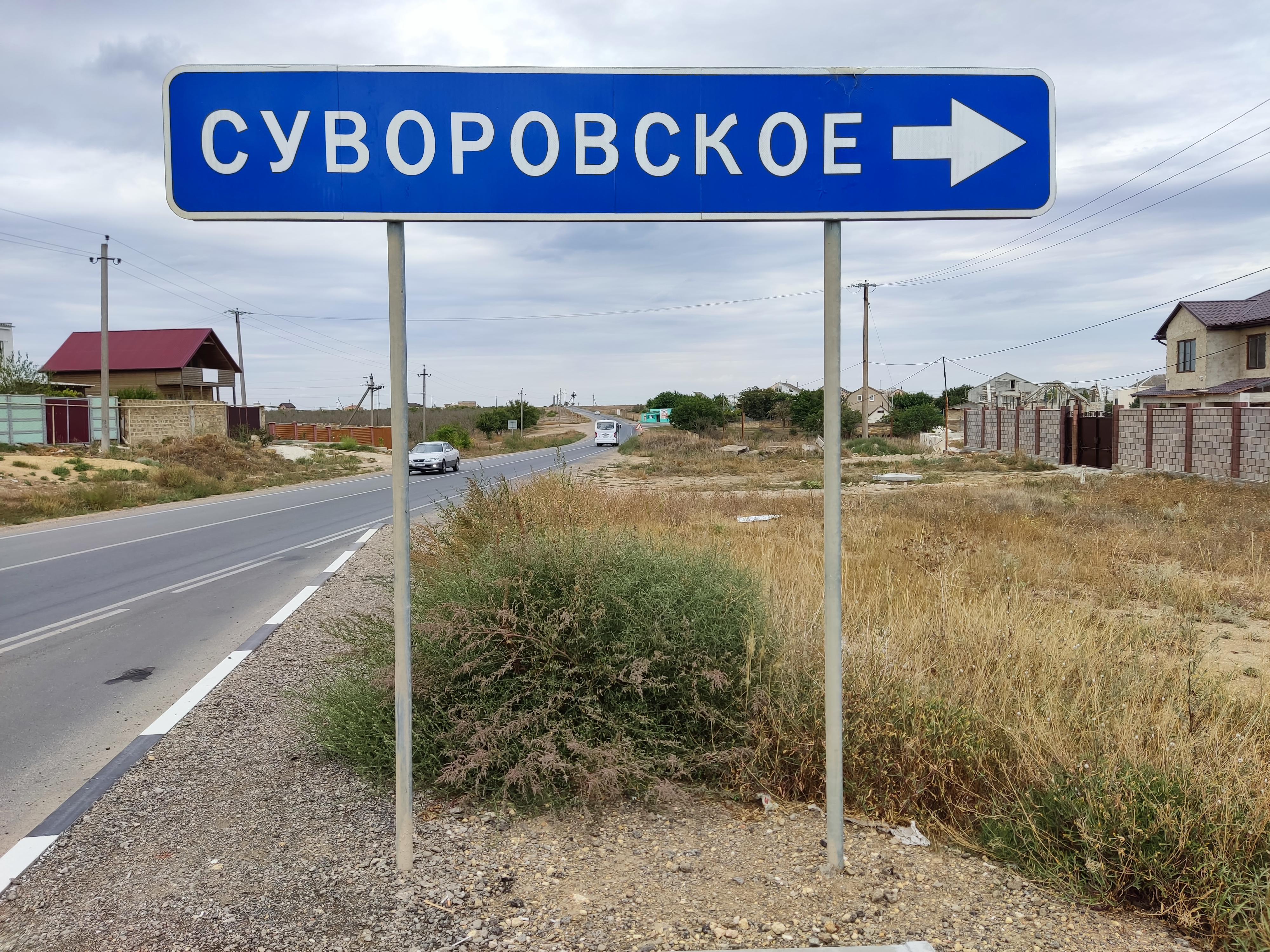
Дорожный знак

Суворовское — село в центре района, в степном Крыму, в вершине западного залива озера Сасык, фактически — северный пригород Евпатории. Высота над уровнем моря — 8 м. Соседние сёла: Известковое — в 0,6 км на юг и Каменоломня в 2,5 км на восток. Расстояние до райцентра — около 28 километров (по шоссе), ближайшая железнодорожная станция — Евпатория) в 9 километрах. Транспортное сообщение осуществляется по региональной автодороге 35Н-022 Славянское — Евпатория (по украинской классификации С-0-11103).

## История

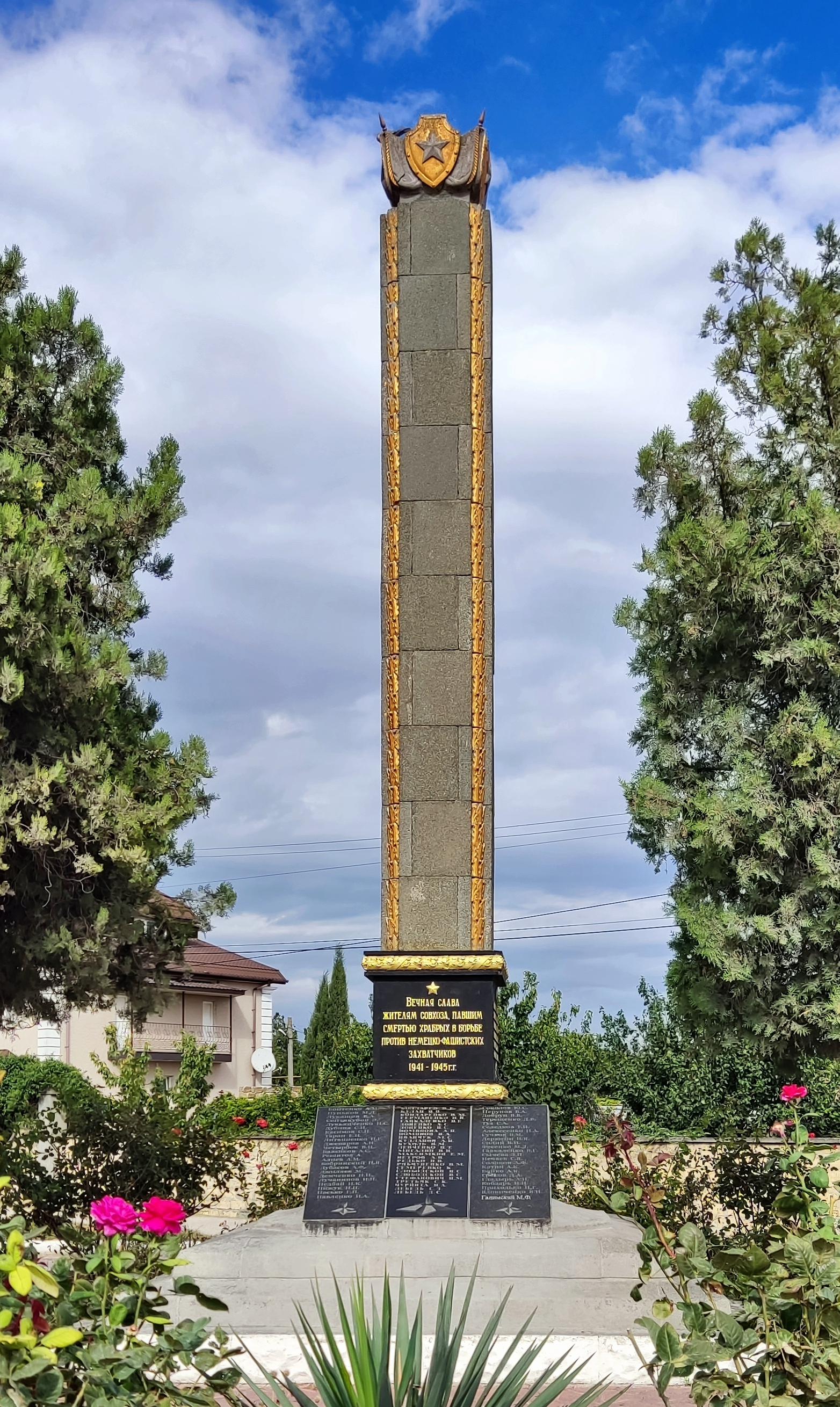
Памятный знак в честь воинов-односельчан

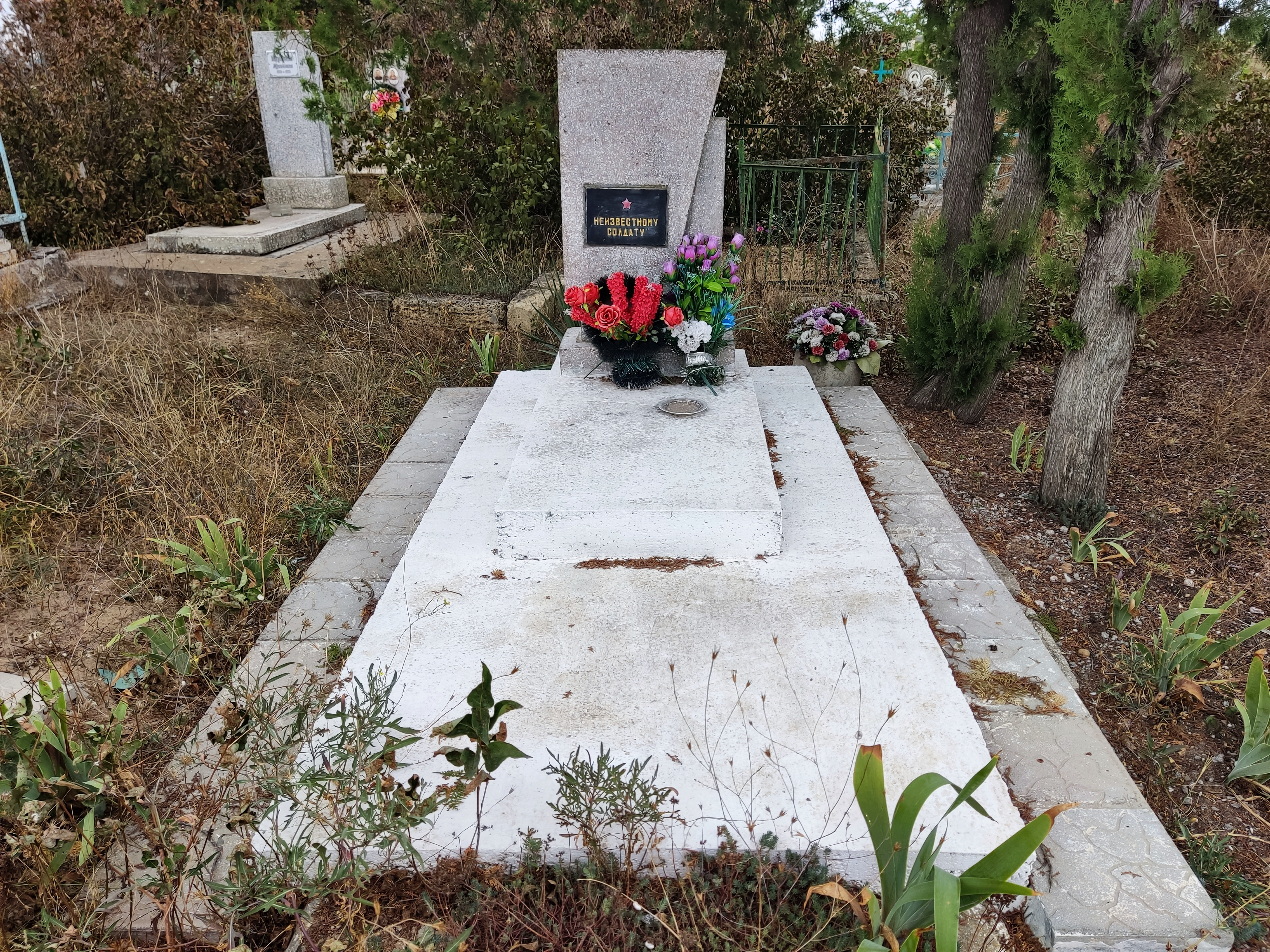
Братская могила советских воинов

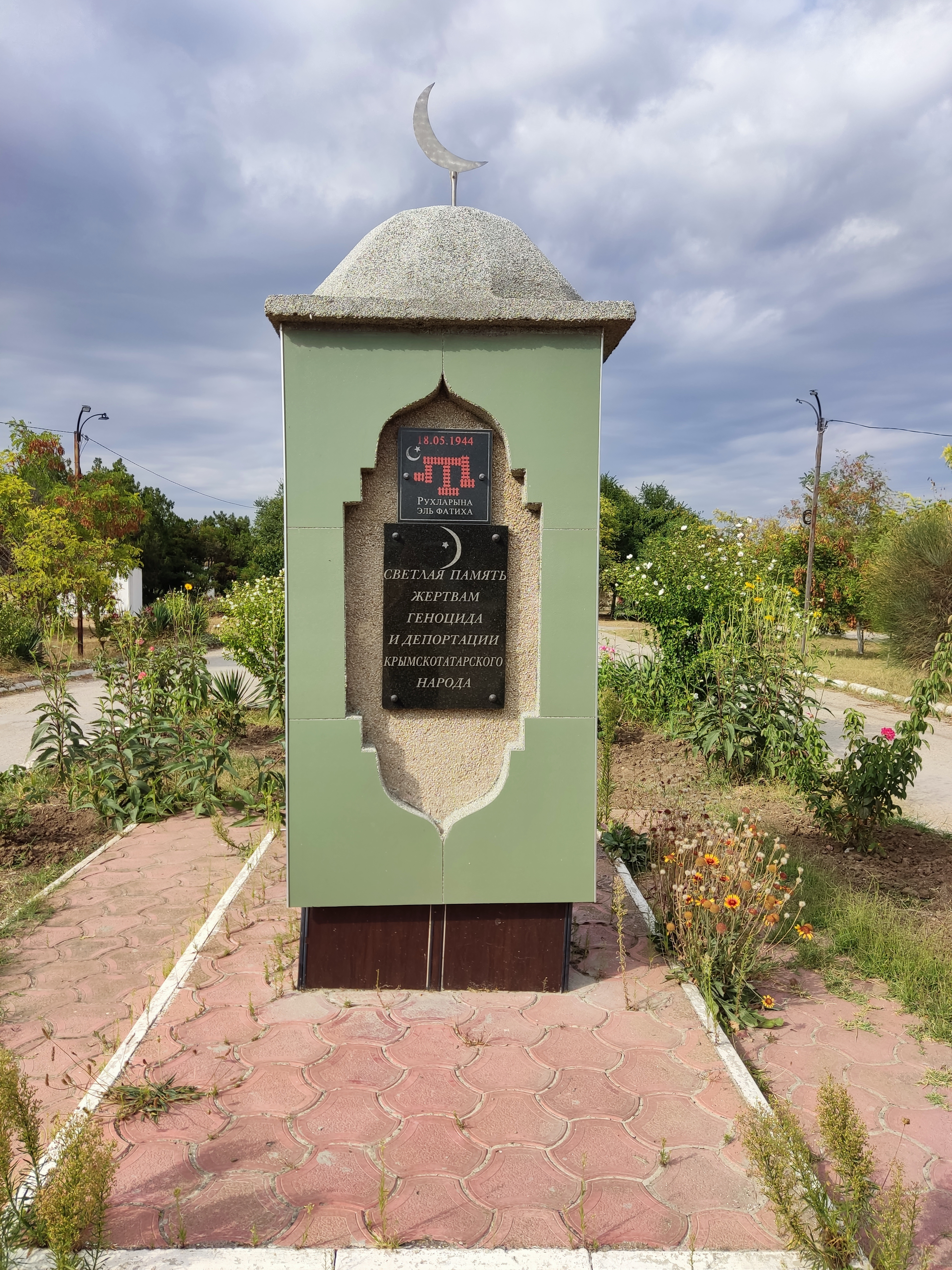
Памятник жертвам депортации

Первое документальное упоминание села встречается в Камеральном Описании Крыма… 1784 года, судя по которому в последний период Крымского ханства Байнак входил в Козловский кадылык Козловского каймаканства. Видимо, во время присоединения Крыма к России население деревни выехало в Турцию, поскольку в ревизских документах конца XVIII — первой половины XIX веков не встречается. После создания 8 (20) октября 1802 года Таврической губернии Богай территориально находился в составе Кудайгульской волости Евпаторийского уезда.
Военные топографы, в свою очередь, отмечали брошеное поселение на картах: в 1817 году деревня Богай обозначена пустующей, а на карте 1842 года обозначен уже хутор Богай.
На трехверстовой карте 1865—1876 года в деревне Богай Чотайской волости (приписана после земской реформы Александра II 1860-х годов) обозначено 9 дворов.
Вновь в доступных источниках Богай встречается в Статистическом справочнике Таврической губернии 1915 года, согласно которому в посёлке Богай Сакской волости Евпаторийского уезда числилось 95 дворов (все дворы с землёй) с русскими жителями в количестве 696 человек приписного населения, из которых 355 мужчин и 341 женщина. Жители владели 352 десятинами удобной земли, в хозяйствах домашних животных не числилось.
В начале января 1919 года село было захвачено красно-зелёными партизанами отряда Красные каски под командованием И. Н. Петриченко (в белой историографии Богайская шайка). Их наступление на Евпаторию было отбито отрядом 1-го Симферопольского офицерского батальона с артиллерией под командованием капитана Н. И. Орлова. В последующих боях в окрестностях Богая и Орта-Мамая Красные каски были разгромлены.
После установления в Крыму Советской власти, по постановлению Крымревкома от 8 января 1921 года № 206 «Об изменении административных границ» была упразднена волостная система и село вошло в состав Евпаторийского района Евпаторийского уезда, а в 1922 году уезды получили название округов. 11 октября 1923 года, согласно постановлению ВЦИК, в административное деление Крымской АССР были внесены изменения, в результате которых округа были отменены и произошло укрупнение районов — территорию округа включили в Евпаторийский район. Согласно Списку населённых пунктов Крымской АССР по Всесоюзной переписи 17 декабря 1926 года, в селе Богай, центре Богайского сельсовета Евпаторийского района, числился 91 двор, из них 80 крестьянских, население составляло 437 человек, из них 343 украинца, 93 русских, 1 белорус, 1 болгарин, действовала русская школа (в большинстве работники Мамайских каменоломен). По данным всесоюзной переписи населения 1939 года в селе проживало 135 человек.
Во время Великой Отечественной войны, после неудачи Евпаторийского десанта в январе 1942 года у села Багай погибли двое десантников. Имена бойцов не установлены, павших похоронили на сельском кладбище. Время усановки первого памятника не установлено, в 1985 году он был заменён на современный. На фронтах Великой Отечественной войны сражался 21 житель села, 9 из них погибли, 15 награждены орденами и медалями. В их честь в 1967 году в центре села установлен памятный знакх. Постановлением Совета министров Республики Крым № 627 от 20 декабря 2016 года оба памятника отнесены к категории объектов культурно-исторического наследия России регионального значения.

После освобождения Крыма от фашистов, 12 августа 1944 года было принято постановление № ГОКО-6372с «О переселении колхозников в районы Крыма» и в сентябре 1944 года в район приехали первые новосёлы (150 семей) из Киевской и Каменец-Подольской областей, а в начале 1950-х годов последовала вторая волна переселенцев из различных областей Украины. Указом Президиума Верховного Совета РСФСР от 21 августа 1945 года Богай был переименован в Суворовское, а Богайский сельсовет — в Суворовский. С 25 июня 1946 года — в составе Крымской области РСФСР, которая 26 апреля 1954 года была передана из состава РСФСР в состав УССР. Время упразднения сельсовета пока не установлено: на 15 июня 1960 года село числилось в составе Каменоломенского сельсовета.
1 января 1965 года, указом Президиума ВС УССР «О внесении изменений в административное районирование УССР — по Крымской области», Евпаторийский район был упразднён и село включили в состав Сакского (по другим данным — 11 февраля 1963 года). К 1968 году Суворовский сельсовет был восстановлен. По данным переписи 1989 года в селе проживало 1724 человека. С 12 февраля 1991 года село в восстановленной Крымской АССР, 26 февраля 1992 года переименованной в Автономную Республику Крым. С 21 марта 2014 года в составе Крыма аннексировано Россией.

## Современное состояние
На 2016 год в Суворовском числятся 41 улица, 4 переулка и Потребительский кооператив Чайка-С; на 2009 год, по данным сельсовета, село занимало площадь 238,3 гектара, на которой в 788 дворах числилось 2102 жителей. В селе действуют средняя общеобразовательная школа (в 2017 году школа была названа в честь пожарного Давида Саруханова, погибшего годом ранее при тушении Евпаторийского хладокомбината), детский сад «Солнышко», Дом культуры, сельская библиотека, врачебная амбулатория, храм святого преподобного Амвросия Оптинского.
Село связано автобусным сообщением с Евпаторией и соседними населёнными пунктами.

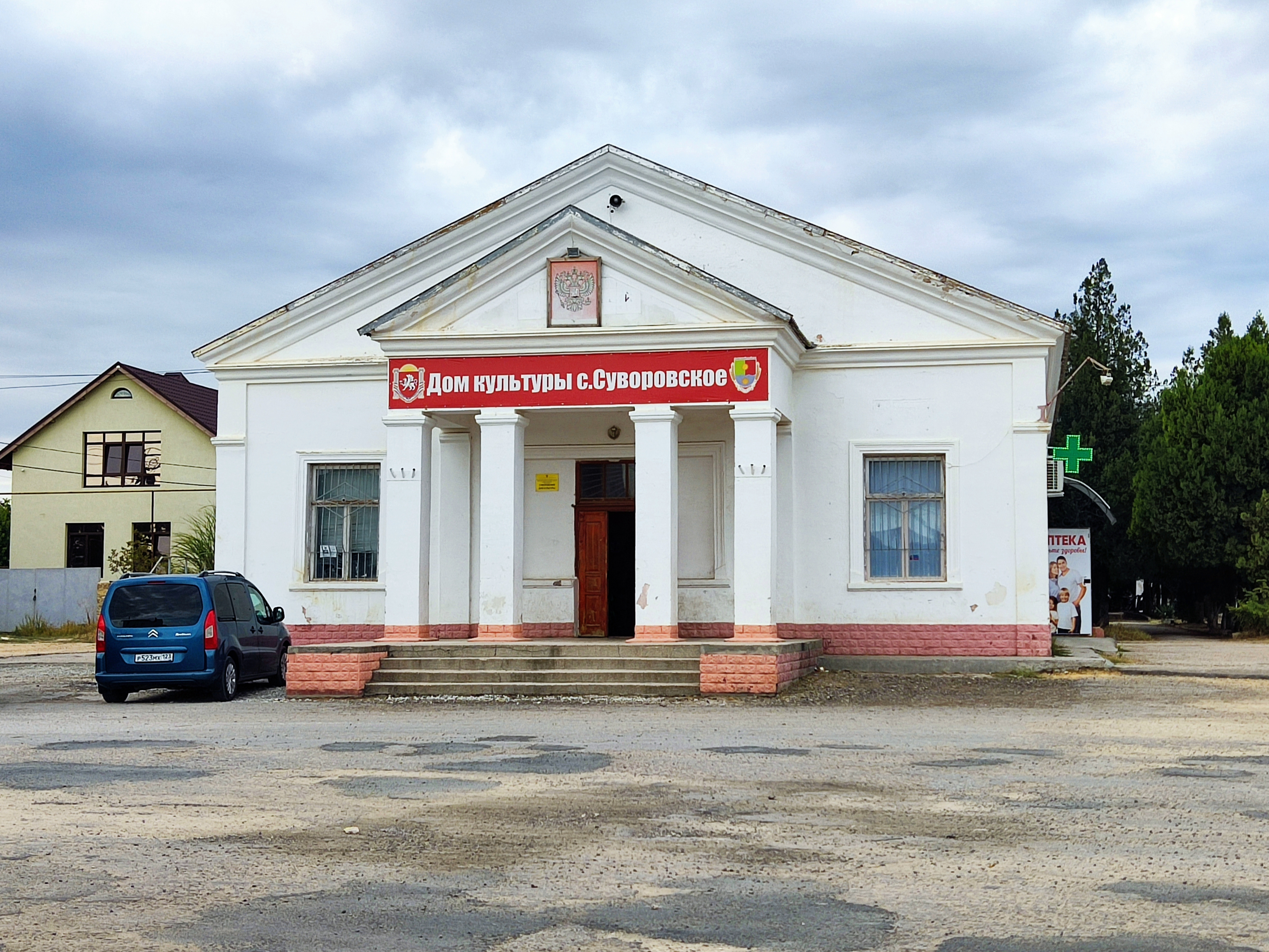
Дом культуры
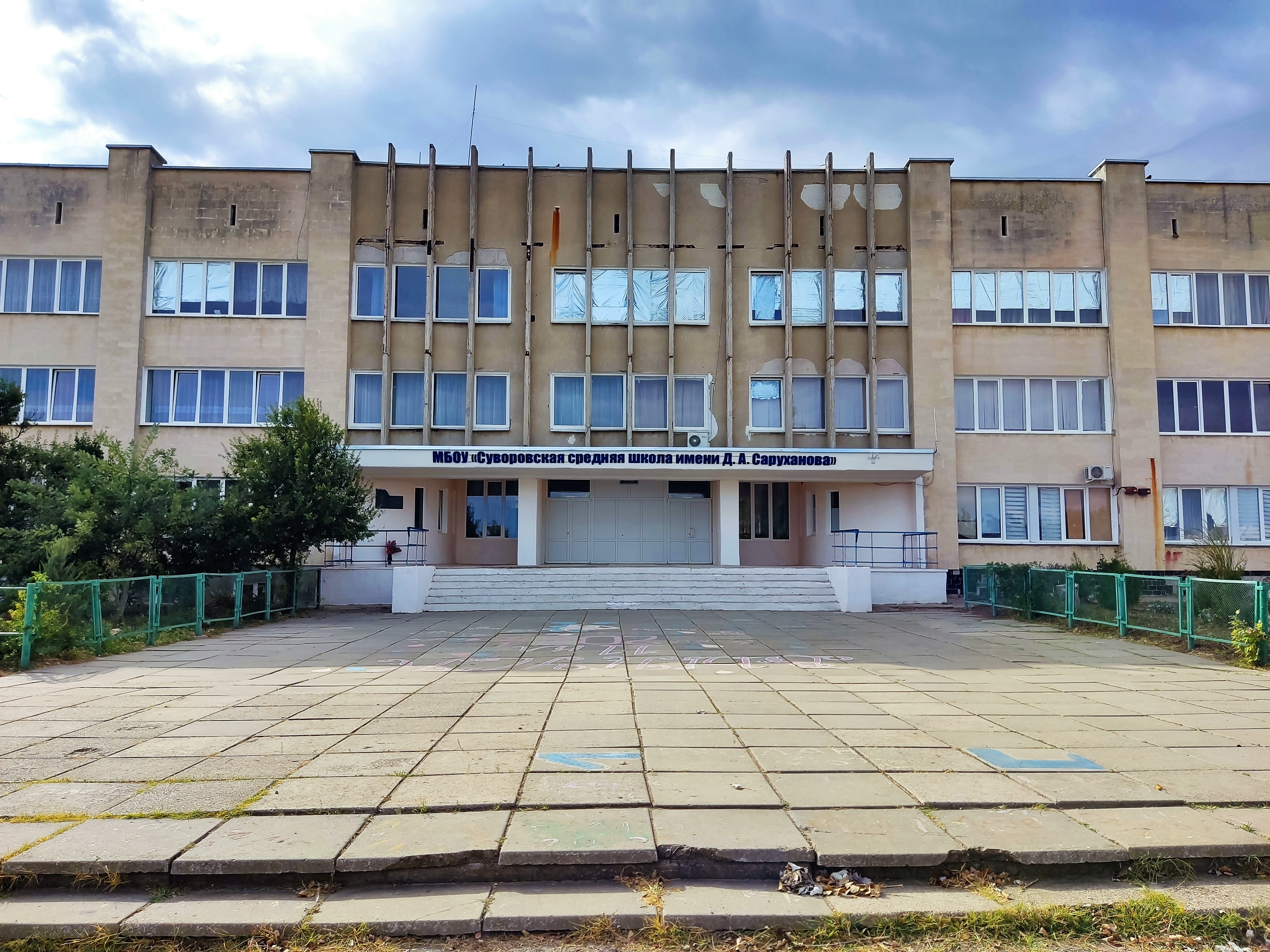
Школа
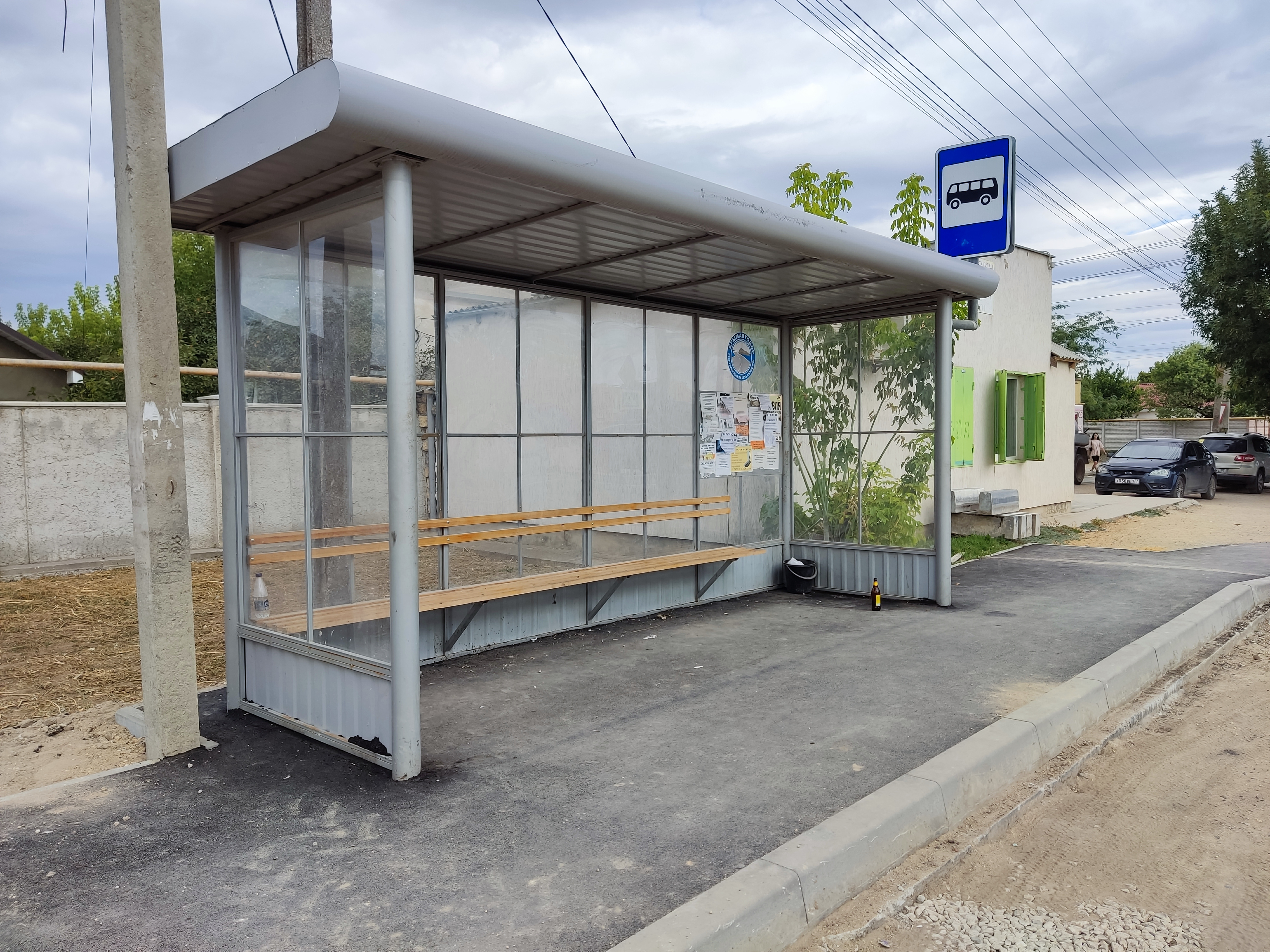
Остановка
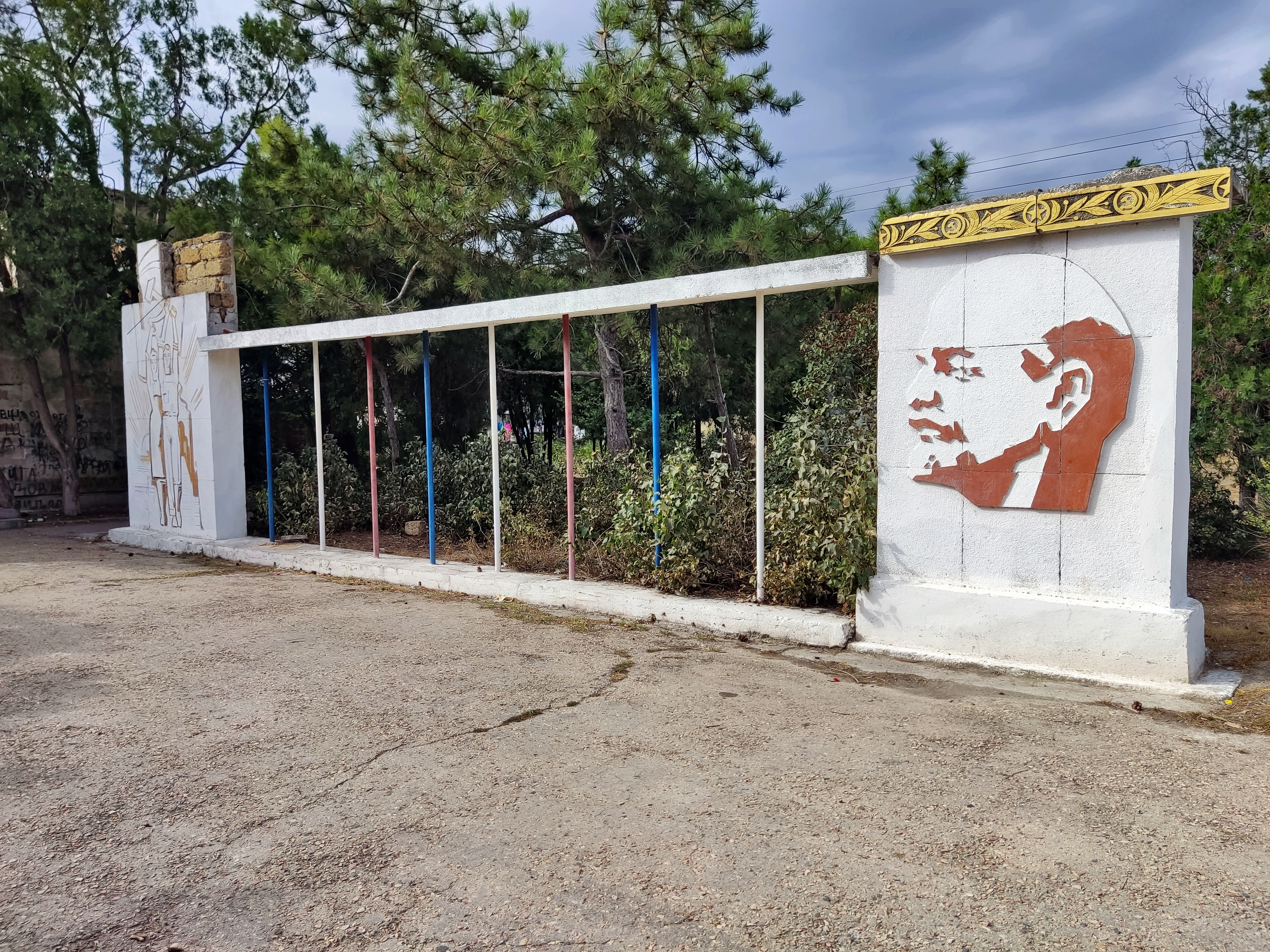
Скульптурная композиция

## Население
| 2001 | 2014  | 2021  |
| ---- | ----- | ----- |
| 2067 | ↗3200 | ↗3464 |

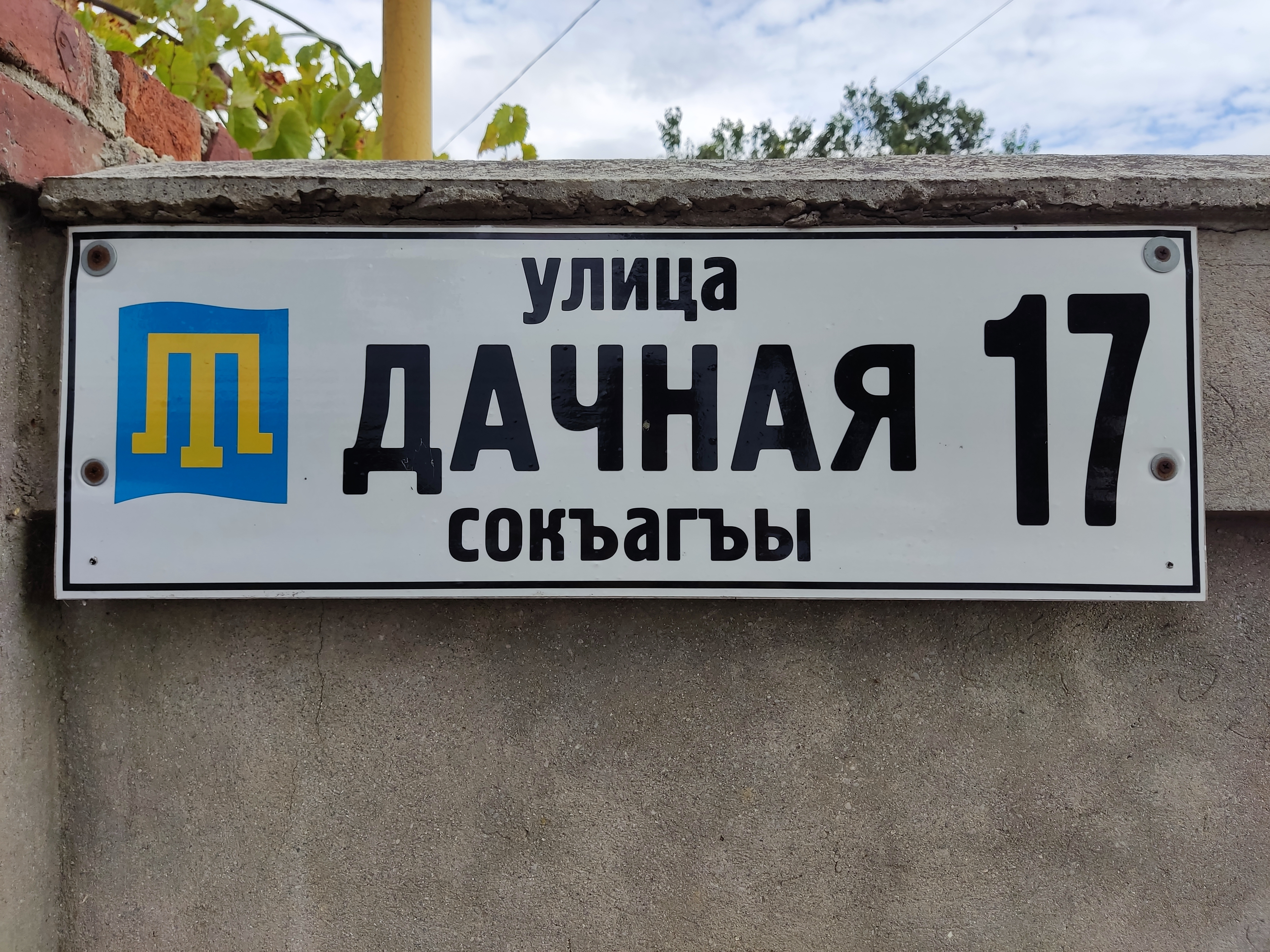
Двуязычная указательная табличка

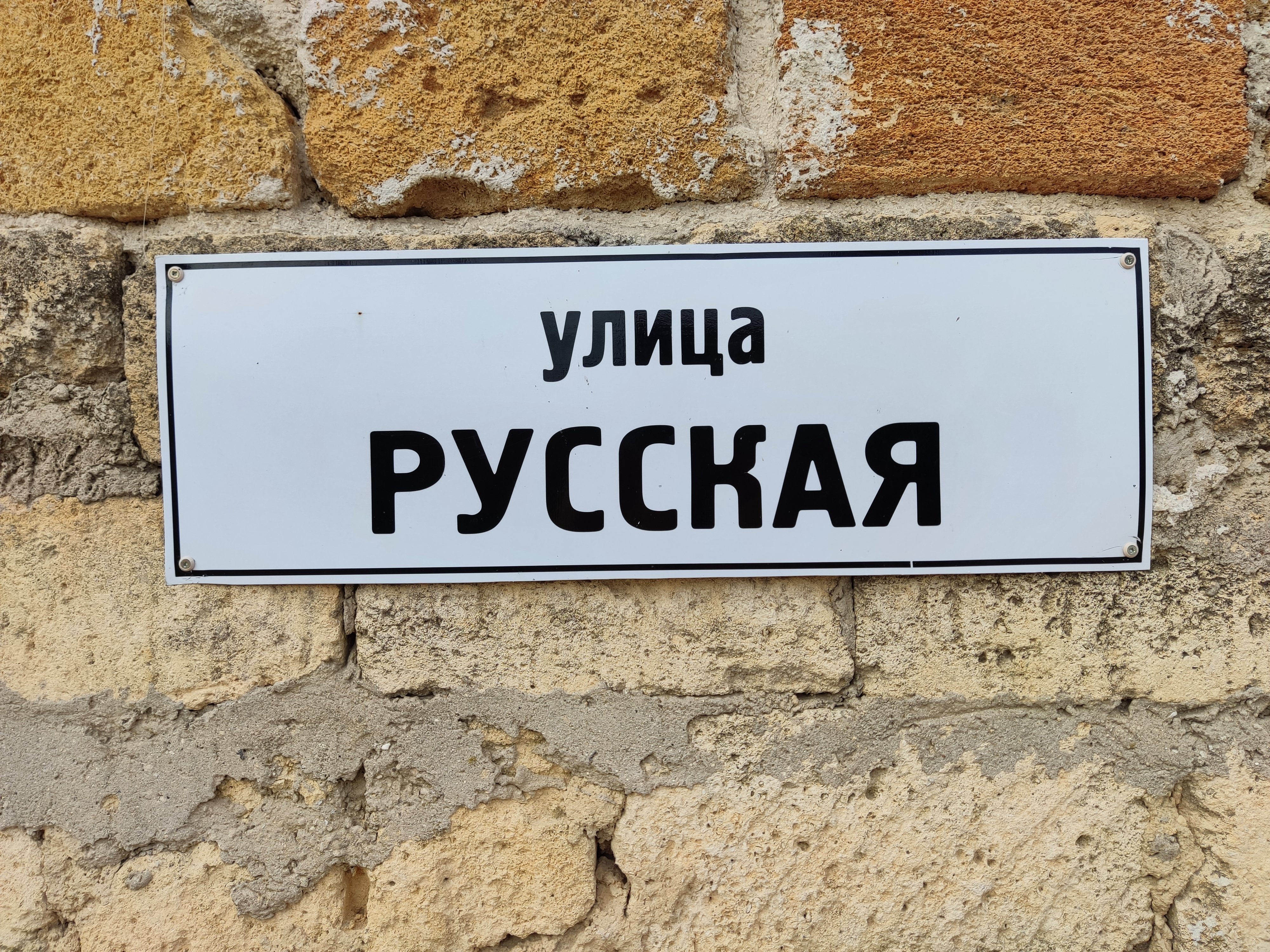
Указательная табличка «Улица Русская»

Всеукраинская перепись 2001 года показала следующее распределение по носителям языка
| Язык             | Процент |
| ---------------- | ------- |
| русский          | 65.46   |
| крымскотатарский | 19.45   |
| украинский       | 10.84   |
| другие           | 0.29    |

### Динамика численности
| - 1915 год — 696/0 чел. - 1926 год — 437 чел. - 1939 год — 135 чел. - 1974 год — 1223 чел. | - 1989 год — 1724 чел. - 2001 год — 2067 чел. - 2009 год — 2102 чел. - 2014 год — 3200 чел. |